# 布尔伯德哈拉乌帕齐拉
布爾伯德哈拉乌帕齐拉是孟加拉国內德羅戈納縣的一个乌帕齐拉，位於邁門辛专区的內德羅戈納縣。。

## 人口
據1991年孟加拉國人口普查，布爾伯德哈拉共有戶數44,799戶，人口235,675人。其中男性佔比50.79%，女性佔比49.21%；成年人口114,878人。該地7歲以上人口之平均識字率為23.0%。